# Oratorio del Cappelletto
L'oratorio del Cappelletto era un edificio religioso situato a Grosseto. La sua ubicazione era nella parte occidentale della città, nell'area compresa tra lo stadio Carlo Zecchini e piazza Donatello nel quartiere Gorarella.
Di probabili origini medievali, il luogo di culto era collegato alla non lontana chiesa di Sant'Andrea, anch'essa scomparsa, che dipendeva a sua volta prima dall'abbazia di San Salvatore a Giugnano e poi dall'abbazia di San Galgano. Non è ancora nota l'originaria denominazione della chiesa, pur essendo ipotizzabile una dedica proprio a San Galgano; la denominazione in uso fu conferita invece dalla famiglia lucchese dei Cappelletti che, nel tardo Cinquecento, acquistò alcuni beni nella zona, che assunse al tempo stesso tale toponimo. Proprio in quell'epoca, l'edificio religioso doveva già versare in pessime condizioni, oltre a non essere più in uso, tanto che secondo alcune cronache i Cappelletti utilizzarono materiale di recupero dell'oratorio per costruire alcuni fabbricati su un terreno di loro proprietà.